# Zhao Liang
Zhao Liang (chinesisch 赵亮, Pinyin Zhào Liàng; * 1971 in Dandong Liaoning, Volksrepublik China) ist ein chinesischer Fotograf und Dokumentarfilmregisseur.

## Karriere
Zhao studierte an der Lu Xun Academy of Fine Arts in Shenyang und anschließend bis 1994 an der Filmhochschule Peking. Seinen Lebensunterhalt verdiente er als Fotograf. Daneben zog er durch China und dokumentierte das Alltagsleben von Außenseitern.
Anfang der 1990er Jahre lebte er im Künstlerdorf Yuanmingyuan, auf dem Areal des alten Sommerpalastes am nordwestlichen Rande der Hauptstadt, das für viele Künstler zum Ort des kreativen Widerstandes wurde. Die chinesische Behörde brach 1995 das Künstlerdorf ab. Die Belästigung der dort wohnenden Künstler, ihre Vertreibung und Verhaftung durch die Ortspolizei ist Gegenstand seines ersten Dokumentarfilms Farewell Yuanmingyuan.
In Paper Airplane zeigte er heroinabhängige Jugendliche zwischen 1997 und 2001. In Petition begleitete Zhao von 1996 bis 2008 verzweifelte  Menschen aus ganz China, die in die Hauptstadt Beijing reisten, um dort eine Petition gegen Machtmissbrauch von lokalen Justiz- und Polizeibehörden einzureichen. Der Dokumentarfilm hatte seine Premiere 2009 bei den Internationalen Filmfestspielen von Cannes.
Together ist ein Dokumentarfilm, der das Leben Aidskranker und ihre Diskriminierung in China darstellt. Es geht um das Casting von Aidskranken, die als Laiendarsteller im Film Love for Live des Regisseurs Gu Changwei spielen sollten. Together durfte in China öffentlich aufgeführt werden.
In Behemoth dokumentierte er die Umweltzerstörung und die  unmenschlichen Arbeitsbedingungen in Kohlenberg- und Eisenbergwerken in der Inneren Mongolei. Die Filmstruktur lehnte sich an die Divina Commedia von Dante Alighieri an. Das Werk entstand in Koproduktion mit ARTE und hatte 2015 im Wettbewerb in Venedig seine Premiere.
Zhao arbeitet meist mehrere Jahre lang an einem Filmprojekt und setzt sich auch in der Form von Foto- und Videoinstallationen mit dem Thema auseinander.

## Filmografie
- 2001: Paper Airplane
- 2006: Farewell to Yuanmingyuan
- 2005: Return to the Border
- 2007: Crime and Punishment
- 2009: Petition – The court of the complainants (Petition – ein Dorf klagt an)
- 2010: Together
- 2015: Behemoth – Der schwarze Drache